# تکرار غنی از لوسین
تکرارهای غنی از لوسین (انگلیسی: Leucine-rich repeats) یک موتیف ساختاری پروتئین است که یک چین (تاشدگی) نعل‌اسبی α/β تشکیل می‌دهد. این موتیف از توالی تکرارشوندهٔ ۲۰ تا ۳۰ اسید آمینه تشکیل شده‌است که معمولاً دارای اسید آمینهٔ آب‌گریزِ «لوسین» است. این توالی تکراری معمولاً در هم چین می‌خورند و یک دومِـین سلنوئیدی پروتئین را می‌سازند که به آن اصطلاحاً «دومین تکرارشوندهٔ غنی از لوسین» می‌گویند. هر واحد تکرارشونده به‌طور رایج دارای ساختارِ «صفحه بتا-چرخش-مارپیچ آلفا» است و دومین ایجادشده هم دارای توالی تکرارشوندهٔ فراوان و شکلی نعل‌اسبی با یک صفحهٔ بتای موازی داخلی و مارپیچ‌های خارجی است. یک سمت از صفحهٔ بتا و مارپیچ در معرض حلال‌ها بوده و در نتیجه مملو از باقی‌مانده‌های آب‌دوست است. ناحیهٔ بین صفحات بتا و مارپیچ‌ها هم هستهٔ مرکزیِ آب‌گریزِ است که از لحاظ فضایی، به‌طور متراکمی از باقی‌مانده‌های لوسین احاطه شده‌است. 
توالی غنی از لوسین بیشتر در ایجاد تعامل پروتئین-پروتئین نقش دارد.

## بیشتر بخوانید
- Tooze, John; Brändén, Carl-Ivar (1999). Introduction to Protein Structure (2nd ed.). New York: Garland  Publishing. ISBN 0-8153-2305-0.
- Wei T, Gong J, Jamitzky F, Heckl WM, Stark RW, Roessle SC (November 2008). "LRRML: a conformational database and an XML description of leucine-rich repeats (LRRs)". BMC Struct. Biol. 8 (1): 47. doi:10.1186/1472-6807-8-47. PMC 2645405. PMID 18986514.